# Ниш
 Тази статия е за града в Сърбия.  За селото в Русия вижте Ниш (Русия).  
Ниш (на сръбски: Ниш или Niš) е град в югоизточната част на Сърбия, административен център на град Ниш и Нишавски окръг. Според Републиканска статистическа служба на преброяването на населението през 2011 г. градът има 183 164 жители, което го нарежда на трето място по население в страната. Разположен е на река Нишава. Градът заема кръстопътно положение като шосеен и железопътен възел на Балканския полуостров. През Ниш преминава стратегически важната магистрална артерия, свързваща Близкия изток с Централна и Западна Европа. От железопътния възел Ниш започва отклонение, което през Лесковац и Прешево стига до Солун в Гърция.
В продължителни периоди през Средновековието градът е в границите на България, от 14 век е включен в Сръбската държава, а по-късно – Османската империя. След идването на османците Ниш става център на Нишкия пашалък, а по-късно – и център на една от епархиите на Българската екзархия.
През XIX век институциите, създадени от българите в града, са училище, читалище и българска община. Със Санстефанския договор Ниш е присъединен към Княжество Сърбия. Населението на града през 1842 г., според френския професор по славянска филология Киприян Роберт, е съставено предимно от сърби и българи. През следващите десетилетия голям брой българи напускат града, други са асимилирани, а с урбанизацията през 20 век населението на Ниш става предимно сръбско.

До 1878 г. Ниш е считан за български град от ред западни и сръбски учени, както и от османската власт. Икономистът Жером-Адолф Бланки, който е пратеник на френското правителство да проучи на място положението след Нишкото въстание, нарича Ниш „столица на България“. В първата излязла на сръбски специализирана история на българския народ (в годината на Освобождението) се твърди за числеността, но не и за етническия състав на населението:
| „ | Главни места в България на Дунав са: Видин с 18 – 19 000 жители, Никопол с 10 – 15 000 жители, Свищов с 20 000 жит., Русчук с 22 000 жит., Силистра с 23 000 жит. А във вътрешността на България: Ниш с 16 000 ж., Плевен със 17 000 ж., Ловеч с 11 000 ж., Шумен с 20 000 ж., Варна на Черно море с 16 000 ж., и Търново, старата столица на Янтра, с 15 000 ж. | “ |

## География

### Местоположение
Ниш се намира на около 160 km северозападно от София и на около 250 km югоизточно от Белград. Разположен е на брега на река Нишава и на 192 m надморска височина. Градът заема площ от 597 km².
Ниш е разделен на следните квартали:
- Медияна – централната градска част с историческия център
- Пантелей
- Цървени кръст
- Палилула
- Нишка баня

### Климат
Ниш има умереноконтинентален климат, като температурите могат да варират значително през денонощието. Средната годишна температура е 11,9 °C. Зимите в града са меки, като основните валежи са от дъжд и сняг и рядко духат студени ветрове. Най-топлия месец е юли, когато средната температура е 21,3 °C. Най-студено е през януари, когато средната температура е 0,6 °C. Средните годишни валежи са около 590 mm, като средно има 123 дъждовни дни и 43 дни със сняг.

## Население
Според официалната сръбска статистика, при преброяването на населението в Сърбия през 2002 г., 162 380 или 93,47% от жителите на града са посочили сръбска етническа принадлежност, и само 679 жители или 0,39% от населението, са се самоопределили като българи.

## История
В античността градът най-дълго е под властта на Римската империя и се нарича Найсус. При Найсус император Проб (276 – 282) побеждава гепидите и ги заселва на територията на империята. Ниш и Нишко са заселени в периода 3 – 7 век от славянски поселници от т.нар. българска група. Ниш влиза в пределите на Първата българска държава заедно със Средец по времето на хан Крум (809 г.). Според едни исторически източници (застъпени от Стилиян Чилингиров), Ниш е в пределите на Сръбското кралство и Сръбското царство общо 55 години. Според Гаврил Занетов обаче, Ниш никога не е влизал в пределите на средновековната сръбска държава.
Ал-Идриси описва града Ниш от XI—XII в. като град с много месо, мед и мляко, чиито цени били винаги ниски. През 1096 г. през българските земи по Виа Милитарис, тогава под византийско владичество, минава Първия кръстоносен поход, оглавен от Готфрид Булонски и Петър Амиенски. Един от кръстоносците, описвайки похода, разказва, че като минали Землин, стигнали Белград, където се свършвала българската земя. След това пътували 8 дни през прочутата Българска гора край Морава, за да стигнат средата на българската страна в Ниш, където било седалището на управителя на българите (тогава византийския чиновник Никита).
Известното Нишко въстание от 1841 г. е отразено от всички източници (френски, австрийски, руски и прочее), като въстание на българското население срещу несправедливостите при прилагането на място на Гюлханския хатишериф. Въстанието е жестоко потушено (като са извършени редица зверства и престъпления) от нередовна войска (башибозук), съставена от банди арнаути. Изпратеният да проучи действията на османската власт на място специален пратеник на френското правителство Жером-Адолф Бланки постфактум в книгата, описваща пътуването си, отбелязва Ниш като столицата на България.
Нишката епархия, заедно с Нишавската епархия изпращат с голямо въодушевление на цялото си население свои представители в Цариград за учредяването на независима българска църква, след което влизат в състава на Българската екзархия (1870).
Ниш и Нишкият санджак влизат в границите на автономната българска област, планирана на Цариградската конференция от 1876 – 77 г..
Градът е предаден на Сърбия от Русия през 1878 г., като компенсация за това, че Сърбия не може да се разшири в Новопазарско и Санджак.
По време на Първата световна война българската армия овладява Ниш след боеве на 13 октомври 1915 г. На 17 ноември същата година градът става седалище на Моравската военноинспекционна област. Към 1917 г. Ниш има население от 25 000 души. Край града са погребани 627 български войници и офицери от Първата световна война.
Ниш е естествен географски, административен и културен център на областта Поморавие.

## Личности
Родени в Ниш
- Константин I Велики, първият християнски римски император, почитан като светец от Източноправославната църква.
- Радован Павловски, поет от Северна Македония
- Георги Стоянович, български опълченец, пристигнал в лагера на Опълчението от Браила, постъпил на 16 май 1877 година в 1 дружина, 5 рота[9]
- Георги А. Фредич, български опълченец, пристигнал в лагера на Опълчението от Болград като студент, на 19 април 1877 година зачислен в III рота на I дружина, уволнен на 30 май 1878 госдина за довършване на висшето си образование, след войната живее в Радомир, в 1922 година е наградена с кръст „За храброст“ IV степен, в 1925 година става почетен гражданин на Габрово[10]
- Стефан Георгиев, български опълченец, на 17 май 1877 година постъпва в II рота на ІI опълченска дружина, уволнен е на 3 юли 1878 година,[11]

### Възрожденски дейци
- Виктор Нишки (Вуколо Чолаков) – нишки екзархийски български митрополит, родом от Калофер, починал през 1888 г. и погребан в Белград.
- Григорий Атанасиевич – роден в Ниш. Постъпва в Българското опълчение, четвърта опълченска дружина.
- Михаил Атанаскович – роден през 1850 г. в Ниш. Сътрудник на Любен Каравелов и участник във Втората българска легия, опълченец, загинал в 1877 г.
- Радион Вучкович – роден в Ниш. Постъпва в Българското опълчение, трета опълченска дружина.
- Стойко Иванов, зачислен на 19 май 1877 година в I рота на I дружина на Българското опълчение, напуска Опълчението на 4 август 1877 година[12]
- Коца Бояджийски (чорбаджи Коца) – виден нишки първенец, заточен през 1861 г. в Мала Азия.

### Други личности, свързани с Ниш
- Стеван Сремац
- Драгиша Цветкович
- Зоран Живкович
- Бранко Милкович
- Душан Радович
- Шабан Байрамович
- Иван Милкович
- Драган Пантелич
- Драган Стойкович - Пикси
- Жика Миленкович
- Горан Паскалевич
- Радосав Стоянович
- Биляна Кръстич
- Цеца Ражнатович

## Международни отношения
Ниш е побратимен със следните градове:
| - Алимос, Гърция - Бад Хомбург, Германия - Велико Търново, България - Глифада, Гърция - Касандра, Гърция - Кошице, Словакия - Курск, Русия - Маруси, Гърция - Салат, Норвегия - Спарта, Гърция Други форми на сътрудничество и градски партньори подобни на побратимени градове са: - Барселона, Испания - Виена, Австрия - Грац, Австрия - Кълъмбъс, САЩ |

## Галерия
- Мозайки от късноантичния римски град Медиана
- Останки от ранносредновековна сграда в крепостта на Ниш
- Челе кула, издигната от османците с главите на въстаниците в 1809 г.
- Възрожденска архитектура в Ниш XIХ в.
- Старата българска катедрала „Св. Троица“ в Ниш, главен храм на Нишката епархия на Българската екзархия
- Кръщелно свидетелство от Нишката българска община от 1871 г.
- Немска пощенска картичка за включването на Ниш в границите на България 1915 г.
- Цар Фердинанд и кайзер Вилхелм приемат парада на българската войска в Ниш 1915 г.